# 德羅戈貝奇州

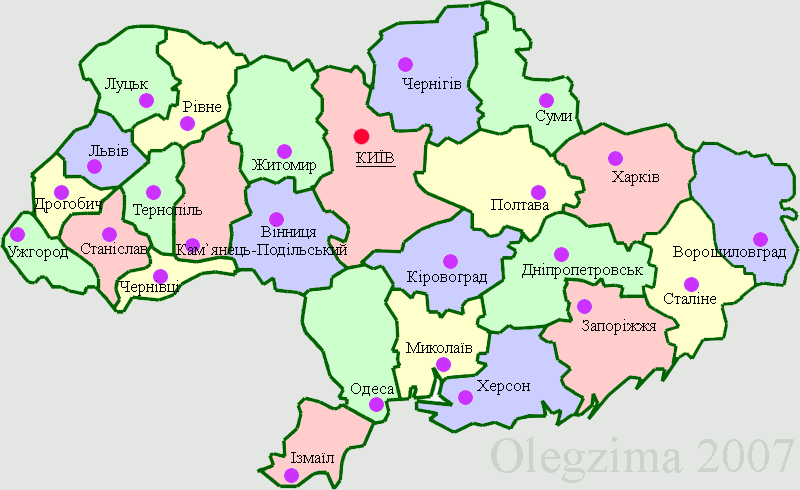
1946年的烏克蘭

德羅戈貝奇州（烏克蘭語：Дрогобицька область）是蘇聯烏克蘭蘇維埃社會主義共和國西部的一個州，原屬波蘭利沃夫省。面積9,600平方公里，1956年人口853,000人。首府德羅戈貝奇，下分4市（鲍里斯拉夫、德羅戈貝奇、桑博爾、斯特雷）30縣（1940年，1959年有20縣）。
1939年12月4日建州，1959年5月21日被併入利沃夫州。